# Болванская
Болванская — опустевшая деревня в Котельничском районе Кировской области в составе Юрьевского сельского поселения.

## География
Располагается на расстоянии примерно 21 км по прямой на север-северо-восток от райцентра города Котельнич на правобережье реки Молома у дороги Котельнич-Киров.

## История
Была известна с 1719 года как деревня Болванская с населением 3 души мужского пола. В 1764 году в деревне уже отметили 107 жителей. В 1873 году здесь (Болванская или Болванки) дворов 25 и жителей 63, в 1905 (Болванская или Яровые) 12 и 76, в 1926 (Овчинниковы или Рязановская) 17 и 86. По состоянию на 2020 год опустела.

## Население
Постоянное население  составляло 6 человек (русские 100%) в 2002 году, 4 в 2010.